# Ensretter
En ensretter er en elektronisk komponent – eller et elektronisk kredsløb, som kun tillader strømmen at løbe en vej gennem sig. F.eks. benyttes en ensretter til at omsætte vekselstrømsenergi til (pulserende) jævnstrømsenergi.
En ensretterdiode er en ensretter med netop to aktive terminaler.
En ensrettende halvlederdiode og ensrettende elektronrørsdiode har netop to aktive elektroder kaldet katode og anode.
Eksempler og kategorier af ensrettere:
- Halvbølgeensrettere
  - Diode – eller mere præcist ensretterdiode – enfaset vekselstrømsenergi til (pulserende) jævnstrømsenergi.
- Helbølgeensrettere
  - Diodebrokobling, Graetz-kobling – enfaset vekselstrømsenergi til (pulserende) jævnstrømsenergi.
  - SMPS PFC – SMPS Power Factor Correction. Dette er den anbefalede måde at ensrette sinusformet vekselstrømsenergi på, da den tilnærmelsesvis opfører sig som en ohmsk modstand.

Ægte vekselstrøm og vekselspænding har en middelværdi på nul og dens kurveform kan være sinusformet, firkantformet, modificeret firkant, trekantformet, savtakformet, pulsformet, osv.

## Faser
Ensrettere kan have flere faseindgange og evt. nul. En fase er oprindeligt kun en egenskab for eller en forskel mellem sinussvingninger. Men man kan også tale om periodiske signalers faseforskelle og menes der så periodens sinusgrundfrekvens fase.

## Udglatning
Som regel placeres en kondensator over jævnstrømsenergiudgangen for at glatte den ud. Effekten af kondensatoren er at spændingen over jævnstrømsenergiudgangen pulserer væsentligt mindre.